# Mieczysław Jastrzębski

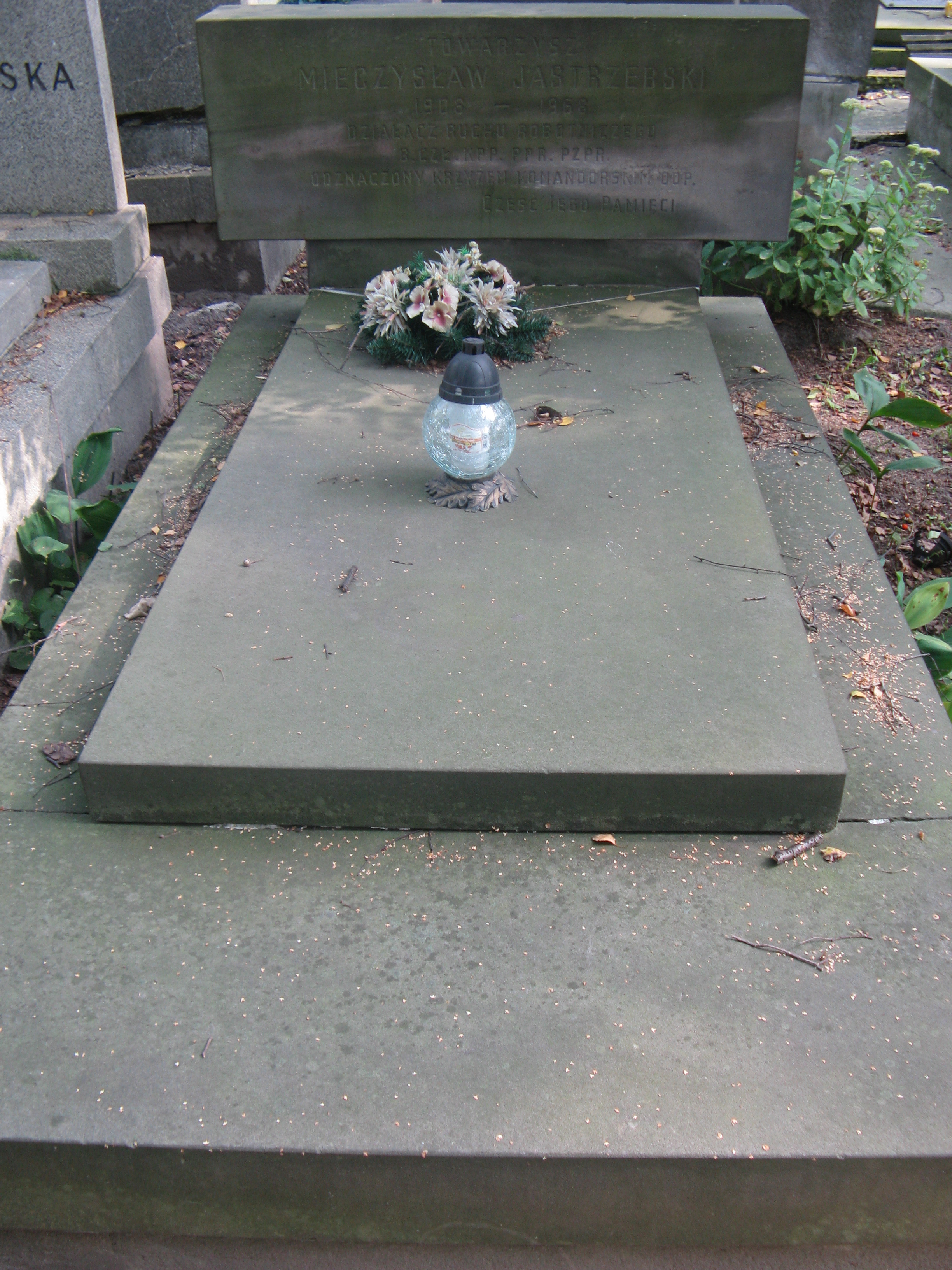
Grób Mieczysława Jastrzębskiego na Cmentarzu Wojskowym na Powązkach

Mieczysław Jastrzębski pseud. Karwacki, Chojnowski (ur. 15 stycznia 1908 w Krasnosielcu, zm. 21 sierpnia 1968 w Warszawie) – ślusarz, żołnierz, działacz komunistyczny.

## Życiorys
W 1925 skończył szkołę podstawową, został ślusarzem w Przasnyszu i wstąpił do Związku Młodzieży Komunistycznej (ZMK) (od 1930 KZMP). Od 1927 w KPP. 1930–1931 odbywał służbę wojskową w 33 pp w Łomży. Był delegatem z Przasnysza na okręgową konferencję KPP w Ciechanowie 28 listopada 1931, na której został aresztowany wraz z innymi uczestnikami. 27 czerwca 1932 skazany na 4 lata więzienia i pozbawienie praw na 10 lat, po apelacji wyrok obniżono do 2 lat z zaliczeniem aresztu. Podczas odsiadki w Grudziądzu działał w komunie więziennej. Po zwolnieniu w czerwcu 1934 został sekretarzem Komitetu Dzielnicowego (KD) KPP w Przasnyszu i członkiem Komitetu Okręgowego (KO) KPP Ciechanów-Mława. Po aresztowaniach wśród działaczy komunistycznych w 1934 przyczynił się do odbudowania dzielnicowej i okręgowej organizacji KPP. Działał w KPP do jej likwidacji w 1938. 1937–1938 był monterem samochodowym w Warszawie, potem przy remoncie cukrowni w Krasińcu.
We wrześniu 1939 udał się na tereny zajęte przez Armię Czerwoną i do 1940 był ślusarzem w fabryce zapałek w Pińsku, później tokarzem w fabryce dykty w Mikaszewiczach. W sierpniu 1941 wstąpił do armii Andersa, gdzie był monterem-brygadzistą w stopniu starszego strzelca. Z 2 Korpusem gen. Andersa przeszedł szlak bojowy od Iranu przez Irak, Palestynę, Egipt i Włochy. Brał udział w bitwie pod Monte Cassino.
Po zakończeniu kampanii we Włoszech wrócił do kraju i wstąpił do PPR. Był mechanikiem samochodowym w siedzibie KC PPR/PZPR. Od 1949 inspektor Wydziału Gospodarczego w KC PZPR, od 1951 kierownik działu transportu samochodowego przedsiębiorstwa „Dom Książki”. 1953–1957 był starszym inspektorem w Zarządzie Transportu „Samopomocy Chłopskiej”, potem kontrolerem technicznym transportu samochodowego w Warszawskim Przedsiębiorstwie Geologicznym Górnictwa Węglowego. Od 1963 na rencie dla zasłużonych. Był odznaczony Krzyżem Komandorskim Orderu Odrodzenia Polski i Krzyżem Pamiątkowym Monte Cassino. Pochowany na wojskowych Powązkach (kwatera D6-4-32).